# Viktor Wilhelm Russ
Viktor Wilhelm Russ (28. května 1840 Vídeň – 17. července 1920 Kranzlhofen) byl rakousko-uherský, respektive předlitavský (rakouský) politik, dlouholetý poslanec Říšské rady a Českého zemského sněmu.

## Biografie
Byl otčímem politika Johanna Löwenfelda-Russa. Vystudoval Karlo-Ferdinandovu univerzitu v Praze, kde roku 1865 získal titul doktora práv. Podílel se na založení Čtenářského spolku německých studentů.
Od roku 1870 zasedal jako poslanec Českého zemského sněmu. V lednu 1887 byl prohlášen za vystouplého. Šlo o projev politiky pasivní rezistence, kdy němečtí poslanci na protest proti nevyslyšení německých národnostních a jazykových požadavků zahájili faktický bojkot sněmu. Tehdy zastupoval kurii městskou, obvod Děčín, Podmokly, Česká Kamenice, Chřibská. V doplňovacích volbách v září 1887 zde místo něj byl zvolen Julius Garreis. Mandát na sněmu obhájil ještě v zemských volbách roku 1895.
Od roku 1871 byl také poslancem Říšské rady (celostátní parlament, volený tehdy ještě nepřímo jednotlivými zemskými sněmy). 3. března 1871 složil poslanecký slib. Usedl zde i ve volebním období 1871–1873, kdy v Říšské radě zastupoval kurii venkovských obcí. 14. května 1872 opětovně složil slib. Opětovně se do Říšské rady dostal i v prvních přímých volbách roku 1873 coby zástupce kurie venkovských obcí, obvod Litoměřice, Štětí, Ústí atd. Mandát následně obhájil ve volbách roku 1879, nyní za městskou kurii, obvod Karlovy Vary, Jáchymov atd. Poslancem se za týž obvod stal i ve volbách roku 1885, volbách roku 1891 a volbách roku 1897. Setrval zde až do roku 1900.
Po volbách v roce 1873 se uvádí coby jeden z 67 členů ústavověrného staroliberálního (staroněmeckého) Klubu levice, vedeného Eduardem Herbstem. Na Říšské radě se v říjnu 1879 uvádí jako člen staroněmeckého Klubu liberálů (Club der Liberalen). Od roku 1881 byl členem klubu Sjednocené levice, do kterého se spojilo několik ústavověrných (liberálně a centralisticky orientovaných) politických proudů. Za tento klub uspěl i ve volbách roku 1885. Po rozpadu Sjednocené levice přešel do frakce Německorakouský klub. V roce 1890 se uvádí jako poslanec obnoveného klubu německých liberálů, nyní oficiálně nazývaného Sjednocená německá levice. I ve volbách roku 1891 byl na Říšskou radu zvolen za klub Sjednocené německé levice. Ve volbách roku 1897 byl zvolen za Německou pokrokovou stranu.
Vystupoval proti Badeniho jazykovým nařízením, podporoval administrativní oddělení etnicky německých oblastí Čech od českého vnitrozemí. Zabýval se dopravními, obzvláště železničními otázkami. Jako první navrhl zřízení samostatného ministerstva dopravy v předlitavské vládě. Podporoval zestátnění páteřních železničních tratí a zasazoval se o rozvoj říční dopravy. Dlouhodobě působil ve funkci prezidenta plavební společnosti Österreichische Nordwest-Dampfschifffahrts-Gesellschaft. Koncem 19. století se uvádí jako člen železniční rady. Byl stoupencem volného obchodu. Roku 1892 mu byl udělen Řád Františka Josefa. Roku 1893 se po Ernstu von Plenerovi na zemském sněmu stal předsedou rozpočtového výboru. Na tuto funkci rezignoval roku 1896. Zároveň rezignoval na předsednický post v klubu Sjednocené německé levice, ze které vystoupil.
V roce 1907 byl povolán za doživotního člena Panské sněmovny (jmenovaná horní komora Říšské rady).